# Cá bàng chài tro
Choerodon schoenleinii là một loài cá biển thuộc chi Choerodon trong họ Cá bàng chài. Loài này được mô tả lần đầu tiên vào năm 1839.

## Từ nguyên
Từ định danh schoenleinii được đặt theo tên của Johann Lukas Schönlein (1793 – 1864), nhà tự nhiên học kiêm giáo sư ngành y học người Đức, theo thỉnh cầu của nhà động vật học Louis Agassiz, người đã cung cấp bản vẽ màu của loài cá này cho tác giả Achille Valenciennes.

## Phạm vi phân bố và môi trường sống
Từ bờ đông Trung Quốc và quần đảo Ryukyu (Nhật Bản), phạm vi của C. schoenleinii trải dài về phía nam đến vùng biển các nước Đông Nam Á, Papua New Guinea và bờ biển phía bắc Úc. Tại Việt Nam, loài này được ghi nhận ở vịnh Hạ Long, cù lao Chàm (Quảng Nam), vịnh Xuân Đài (Phú Yên), dọc theo vùng bờ biển Khánh Hòa–Ninh Thuận, và quần đảo Trường Sa.
C. schoenleinii sống ở khu vực có nền cát phẳng hoặc trên thảm cỏ biển, gần các rạn san hô ở vùng biển ngoài khơi và trong các đầm phá ở độ sâu đến 60 m.

## Loài bị đe dọa
C. schoenleinii là một loài cá thực phẩm được săn lùng rất nhiều, nhất là ở khu vực Đông Nam Á, Nhật Bản và Hồng Kông. Còn ở Tây Úc, loài này thường bị đánh bắt bởi những người câu cá giải trí. Nạn đánh bắt cá quá mức đã khiến cho số lượng của loài này rơi vào tình trạng suy giảm nhanh chóng. Vì thế, C. schoenleinii đã được xếp vào nhóm Loài sắp bị đe dọa.

## Mô tả
C. schoenleinii có thể phát triển đạt đến chiều dài là 1 m. Cá trưởng thành có màu xanh lục lam với một vùng màu vàng ở hai bên thân; vảy cá có các vạch màu xanh lam. Có một đốm đen nhỏ nổi bật ở gốc tia gai cuối cùng của vây lưng. Xung quanh mắt có các vệt màu xanh lam. Vây đuôi có các vệt sọc màu xanh óng. Vây lưng, vây hậu môn và vây bụng có các vệt sọc màu cam và xanh lam, được viền màu xanh ánh kim ở rìa.
Số gai ở vây lưng: 13; Số tia vây ở vây lưng: 7; Số gai ở vây hậu môn: 3; Số tia vây ở vây hậu môn: 10; Số tia vây ở vây ngực: 18–19; Số gai ở vây bụng: 1; Số tia vây ở vây bụng: 5.

## Sinh thái học
Thức ăn của C. schoenleinii là những loài động vật có vỏ cứng, bao gồm giáp xác, nhuyễn thể và cầu gai. C. schoenleinii là một trong số ít loài thuộc họ Cá bàng chài được ghi nhận là có hành vi dùng đá làm đe để đập vỡ vỏ của con mồi. Một cá thể của loài C. schoenleinii được quan sát tại rạn san hô Great Barrier khi đang giữ chặt một con sò trong miệng. C. schoenleinii lăn người sang hai bên để đập liên tiếp con sò vào một tảng đá cho đến khi vỏ sò vỡ nát. Việc sử dụng một tảng đá làm đe thay vì làm búa có thể được xem là một biểu hiện của trí thông minh ở cá. Những loài còn lại cũng được biết đến với hành vi này là Halichoeres garnoti, Thalassoma hardwicke, Choerodon graphicus và Choerodon anchorago.

### Trích dẫn
- Gomon, Martin F. (2017). "A review of the tuskfishes, genus Choerodon (Labridae, Perciformes), with descriptions of three new species" (PDF). Memoirs of Museum Victoria. Quyển 76. tr. 1–111. doi:10.24199/j.mmv.2017.76.01.